# رستم آباد (قلعة خواجة)
رستم آباد (بالفارسية: رستم‌آباد) هي منطقة سكنية تقع في إيران في قسم قلعة خواجة الريفي. يقدر عدد سكانها بـ 286 نسمة .